# Крайбих, Франц (скрипач)
Франц Крайбих (нем. Franz Kreibich, в некоторых источниках Грайбих, нем. Greibich; 2 июня 1728, Цвиккау, ныне Цвиков, Чехия — 3 декабря 1797, Вена) — австрийский скрипач чешского происхождения.
Сын Франца Антона Крайбиха (1706?—1779), придворного трубача. Получил музыкальное образование в родном городе, затем играл в Дрезденской придворной капелле. С 1766 г. работал в Вене.
В 1772 г. получил звание камермузыканта и играл в составе придворного струнного квартета, музицировавшего для императора Иосифа II каждый день в послеобеденное время (иногда сам император исполнял партию виолончели или фортепиано). По словам Германа Аберта, «забавная смесь робости и напыщенности делали его мишенью для шуток остальных придворных музыкантов», также вполне посредственных. Некоторые современники, однако, держались другого мнения: Биографический словарь Австрийской империи сообщал в 1865 году, что «репутация Крайбиха как скрипача-виртуоза была настолько велика, что иноземцы приезжали в Вену, чтобы услышать этого мастера».
В 1791 г. выступал в Праге на концерте в честь коронации Леопольда II как короля Богемии. Вёл также педагогическую работу.